# شعبةالضبيع (حبيش)

تعديل مصدري - تعديل

شعبةالضبيع محلة تابعة لقرية ذى شوح، التابعة لعزلة التفادي بمديرية حبيش إحدى مديريات محافظة إب في الجمهورية اليمنية، بلغ تعداد سكانها 36 حسب تعداد اليمن لعام 2004.